# Inger Miller
Inger Miller (Los Angeles, 12 de junho de 1972) é uma antiga atleta norte-americana, especialista em corridas de velocidade pura. É filha do atleta olímpico Lennox Miller que, em representação da Jamaica, ganhou medalhas nos Jogos Olímpicos de 1968 e de 1972, o que os tornou no primeiro caso de pai e filha medalhistas olímpicos em atletismo.

## Carreira
Foi campeã olímpica da estafeta 4 x 100 metros nas Olimpíadas de Atlanta 1996, onde completou o quarteto que também integrava Chryste Gaines, Gail Devers e Gwen Torrence.
No ano seguinte, ganhava a sua primeira medalha em Campeonatos Mundiais, novamente em 4 x 100 metros. Seguir-se-iam novas medalhas nas edições de 1999  e 2003.
Entretanto, Miller ganhava a medalha de bronze nos 60 metros dos Campeonatos Mundiais Indoor de 1999, em Maebashi, no Japão. Porém, uma análise anti-dopagem realizada no final da prova acusava o uso excessivo de cafeína, pelo que a medalha lhe foi posteriormente retirada e lhe foi feito um aviso público.
A sua carreira ficou marcada por altos e baixos resultado de várias lesões que a afastaram das pistas por diversas ocasiões.
Depois de se retirar da competição em 2005, Miller tornou-se empresária no ramo da organização e coordenação de eventos.

## Melhores marcas pessoais

### Outdoor
| Prova      | Data                 | Local                | Marca   |
| ---------- | -------------------- | -------------------- | ------- |
| 100 metros | 22 de agosto de 1999 | Sevilha, Espanha     | 10,79 s |
| 200 metros | 27 de agosto de 1999 | Sevilha, Espanha     | 21,77 s |
| 400 metros | 26 de março de 1994  | Los Angeles, CA, EUA | 52,76 s |

### Indoor
| Prova      | Data                    | Local                | Marca   |
| ---------- | ----------------------- | -------------------- | ------- |
| 50 metros  | 13 de fevereiro de 1999 | Los Angeles, CA, EUA | 6,15 s  |
| 60 metros  | 13 de fevereiro de 1999 | Atlanta, GA, EUA     | 7,15 s  |
| 100 metros | 7 de fevereiro de 2000  | Tampere, Finlândia   | 11,37 s |